# حبيل السوق (قفل شمر)

تعديل مصدري - تعديل

حبيل السوق هي إحدى قرى عزلة المخلاف بمديرية قفل شمر التابعة لمحافظة حجة، بلغ تعداد سكانها 31 نسمة حسب تعداد اليمن لعام 2004.